# Nanna Debois Buhl
Nanna Debois Buhl (født 1975) er en dansk billedkunstner.
Hun arbejder specielt med fotografi.
Buhl er uddannet fra Gerrit Rietveld Academie, Det Fynske Kunstakademi, Det Kongelige Danske Kunstakademi og Whitney Independent Study Program.
Hun har boet og arbejdet i New York.
I 2019 begyndte hun en ph.d.-uddannelse på Det Kongelige Danske Kunstakademi og Københavns Universitet.
Ved universitetet er hun tilknyttet Institut for Kunst- og Kulturvidenskab.
Buhl har blandt andet udstillet til Brandts' udstilling Enter i 2008–2009,
og til Stellar Spectra i Fotografisk Center i 2020.
Hun er repræsenteret på Louisiana Museum of Modern Art, Arken, Det Nationale Fotomuseum, Vejle Kunstmuseum og Statens Museum for Kunst.